# テレサ・カルピオ
テレサ・カルピオ（杜麗莎、Teresa Carpio、1956年9月30日 - ）は、香港の歌手、女優である。代表曲は「假如」「真愛」「I Believe I Can Fly」など。
アメリカで活躍する女優のT. V. Carpio（en）は実の娘。

## 人物・経歴
フィリピン人の父と上海出身の母の間に生まれる。1963年、6歳の時、歌のコンテストで「ベイビー・フェイス」「先生のお気に入り」を歌って優勝。以後学校へ通いながらテレビやチャリティショウで活躍。
1970年に来日。赤坂のクラブでフィリピンのロック・バンド、デ・スーナーズ (D'Swooners)をバックに歌っているところを勝新太郎にスカウトされ、勝プロダクションに所属。1971年5月、日本コロムビアのDENONレーベルよりシングル「混血児マリー」でデビュー（テレサ名義）。同年シングル「ふたりはいつも」、デ・スーナーズとのLP「デ・スーナーズ／テレサ」をリリース後、香港に帰国。
香港で立て続けにヒット作を飛ばした後、カナダに移住。その後、再び香港に戻り、音楽教師の仕事に就く。門下の学生には、サミー・チェン、フィオナ・シット、ジジ・リョン、セシリア・チャンなどがいる。
2007年第30回香港十大中文金曲領奨音楽会において、最高栄誉賞である金針奨を受賞する。
日本語における表記は「テレサ・カーピオ」と表記される場合がある。

## 出演作品

### 映画
- 2003年：六樓後座 - 梁Wing母 役
- 2006年：プロジェクトBB（原題：宝貝計画）